# 野溝甚四郎
野溝 甚四郎（のみぞ じんしろう、1852年8月5日〈嘉永5年6月20日〉 - 1928年〈昭和3年〉9月24日）は、大日本帝国陸軍の軍人。最終階級は陸軍歩兵大佐。正五位勲三等功四級。

## 経歴
- 1852年8月5日(嘉永5年6月20日）、豊後国岡藩竹田茶屋の辻(現・大分県竹田市茶屋の辻)で岡藩士の父・野溝自然斎の長男として生まれる。甚四郎の父は、広瀬重武などと共に岡藩の代表的な勤王家であり、藩校の由学館頭取や武道修練所の経武館塾頭などを勤めた[1][2]。
- 1876年（明治9年） 少尉試補に任官し歩兵第12連隊第二大隊第三中隊に配属される[3]。
- 1887年（明治20年）4月27日 歩兵大尉任官[4]。同28日 歩兵第12連隊第2大隊中隊長[5]。
- 1888年（明治21年）7月6日 歩兵第10連隊第一中隊長[6]
- 1895年（明治28年）10月14日 歩兵少佐に任官[7]。同日 占領地総督部兵站司令官[8]
- 1896年（明治29年）3月1日 歩兵第10連隊附[9]
- 1897年（明治30年）10月11日 歩兵第40連隊第二大隊長[10]
- 1899年（明治32年）6月8日 台湾守備歩兵第十大隊長[11]
- 1900年（明治33年）5月9日 歩兵第35連隊第一大隊長[12]
- 1902年（明治35年）9月30日 歩兵中佐に任官。 同日 金沢連隊区司令官[13]
- 1904年（明治37年）9月5日 旅順攻略戦で前任の大内守静歩兵大佐が戦死したため歩兵第7連隊長に就任[14][15]。
- 1905年（明治38年）3月7日 奉天会戦にて転湾橋と造化屯を攻撃中に負傷、『野溝連隊の苦戦』と報じられる程の戦闘であった[1]。5月2日 歩兵大佐に任官[16]。
- 1906年（明治39年）2月19日 第9師団司令部附[17]
  - 3月14日 日露戦争の終結後、部下の論功行賞を巡って上官と対立、意見が受け入れられなかったことを遺憾として辞職を決意し[1]、休職[18]。
- 1907年（明治40年）3月2日 予備役[19]
- 1912年（明治45年）4月10日 退役[20]
- 1928年（昭和3年）8月5日 病死[1]

## 栄典

### 位階
- 1900年2月12日 正六位[21]
- 1905年3月29日 従五位[22]
- 1907年5月10日 正五位[23]

### 勲章
- 1886年7月9日 勲五等双光旭日章[24]
- 1896年2月22日 日清戦争により勲四等旭日小綬章[25]
- 1903年11月25日 勲三等瑞宝章[26]

## 家族親族
特記のない場合『旧岡藩勤王家略伝』による
- 父：野溝自然斎（岡藩士）
- 子女
  - 長男：敬長
  - 次男：彦貮
  - 三男：弐彦（陸軍中将）
  - 四男：五郎
  - 五男：六郎
  - 六男：八郎
  - 長女：志免生
  - 次女：七生（小説家）
- 兄弟
  - 弟：嬰 秀親(僧侶) 靖𥪮 三宮虎六 近士 吾作
  - 妹：シン スマ キヨウ